# Toén
Toén es un municipio español de la provincia de Orense en Galicia que pertenece a la Comarca de Orense. Cuenta con una población de 2333 habitantes (INE 2024).

## Geografía
El término municipal de Toén está constituido por 41 núcleos de población agrupados en ocho parroquias: Toén, Moreiras, Mugares, Alongos, Trelle, Xestosa, Feá y Puga. Limita con los ayuntamientos de Barbadás por el este; al norte el Río Miño lo separa del municipio de Orense; al sur con el municipio de Cartelle y por el oeste limita con Castrelo de Miño.
Las zonas de mayor altitud se sitúan en la franja sur y en la franja este, pero aun así no existen cimas muy elevadas, puesto que casi no se superan los 600 metros. Las tierras del norte, oeste y centro del municipio forman el extenso valle del Río Miño. Este río está embalsado en el embalse de Castrelo de Miño y los demás ríos, el Regato de Puga, el Rego de Xestosa, el Rego de Fragoso, el Rego do Anguieiro (Feá) y el regato do Valvon (Feá), el regato de Quenlle, el regato de Freixendo vierten sus aguas en el río y en la cola del embalse.
Hay un gran contraste en las temperaturas, bajas en invierno y altas en verano, nieblas persistentes y lluvias escasas (unos 800 mm.).

## Geografía humana

### Demografía
Cuenta con una población de 2333 habitantes (INE 2024).
| Gráfica de evolución demográfica de Toén entre 1842 y 2021                                                            |
| |
| Población de derecho según los censos de población del INE. Población de hecho según los censos de población del INE. |

La población municipal sufrió grandes cambios a lo largo del siglo XX. En 1900 Toén contaba con 3881 habitantes, alcanzando su máximo poblacional en 1950 (4369). 
La proximidad con la capital de la provincia freno en cierta medida una emigración masiva como ocurrió en otros municipios. Sin embargo este hecho no impidió un descenso paulatino de la población desde 1950 hasta nuestros días.

### Organización territorial
El municipio está formado por treinta y nueve entidades de población distribuidas en ocho parroquias:
- Alongos (San Martín)[5]
- Feá (Santa María)
- Gestosa[6]
- Moreiras (San Pedro)
- Mugares (Santa María)
- Puga (San Mamed)[7]
- Toén (Santa María)
- Trelle (Nuestra Señora de los Ángeles)[8]

### Economía
El cultivo de la vid (sólo en Freixendo, Alongos, Quenlle, Feá, Puga, A Eirexa de Puga, Olivar y Reboreda) fue introducido en la zona por los romanos, que llegaron hace dos mil años atraídos por el oro del río Miño y los manantiales de aguas termales. Las primeras citas documentales que definen la zona como región diferenciada de producción de vino datan del año 928. Más tarde, en los siglos XV y XVI, y gracias en buen parte al Camino de Santiago, el vino de la comarca era exportado a varios países europeos donde su calidad era muy apreciada. En 1932 se reconoció la Denominación de Origen Ribeiro, lo que la convierte en una de las más antiguas de España, pero el cambio de rumbo hacia una viticultura autóctona y de calidad comenzó a partir de su proclamación como Denominación de Origen Diferenciada en 1976.
Los productos más abundantes son la vid en el valle y la patata y el centeno en el interior, pero la mayor parte de las tierras están marcadas por la masa forestal, sobre todo por los matorrales. El sector agrario en Toén gira fundamentalmente en torno a la producción vinícola. La superficie dedicada a este cultivo es del orden del 53% de la superficie total cultivada. Las parroquias de Alongos, Feá y Puga, pertenecen a la D.O. Ribeiro, siendo una de las zonas de mayor producción de caldos autóctonos.
En relación con las actividades industriales destaca la existencia de varias canteras de piedra de mucha importancia en el tercio norte del municipio y en concreto en torno a los núcleos de Mugares, Puga y Feá.

## Patrimonio
- Yacimientos arqueológicos: A Piteira y O Loureiro (Moreiras) correspondientes al Paleolítico.
- Castro de Trelle: Situado a una altitud cercana a los seiscientos metros, en la parroquia de Trelle, desde donde se divisan los valles del Miño y Arnoya. Es un castro de dos recintos, que se presentan en forma de dos terrazas ovaladas, superpuestas y concéntricas ceñidas por sus respectivos terraplenes. No existen más restos arqueológicos en el mismo.
- Castro de Louredo: Emplazado entre las parroquias de Mugares y Alongos (Freixendo), en el mismo límite con el ayuntamiento de Barbadás, y emplazado en el mismo monte de Louredo. En estas tierras hubo asentamientos desde épocas remotas, como indica el hallazgo de numerosas útiles de piedra paleolíticos y neolíticos. Posteriormente fue estratégico asentamiento en época castreña y medieval, quizá formando parte de otros que controlaban el curso del Miño, se ha descubierto abundante cerámica indígena y romana decorada en la zona, así como documentos respecto al castillo de Louredo que fue donado por el Rey al obispo de Orense creándose el coto de Louredo, que perteneció a la mitra orensana.En sus cercanías se encuentra el "pozo Maimón" en el río Miño, donde fue asesinado el obispo de Orense en el siglo XV por Lope de Alongos, que estaba a sueldo de la familia noble de los Puga.
- Iglesia de San Pedro de Moreiras: Iglesia rural del siglo XVIII que conserva restos románicos. Fachada de decoración barroca, rematada por dos torres desiguales, de traza renacentista con puerta adintelada a la que acompañan dos pares de columnas exentas. Barandilla de piedra rematando en el primer cuerpo de la fachada. Rematado todo ello con pináculos y esculturas. Dos torres: remate piramidal (norte) y en la cúpula (sur). En el interior destaca el retablo gótico con piezas de imaginería de gran valor artístico. El altar mayor del siglo XVI presidido por la imagen de la Purísima. Planta de cruz latina que conserva en su muro sur restos románicos (sillares y aspilleras). Amplias dimensiones, cuerpo levado sobre el crucero, presbiterio más alto que la nave.
- Iglesia Parroquial de Santa María de Feá: Iglesia románica de finales del siglo XII principios del XIII. Conserva gran parte del edificio románico de planta y ábside rectangular. En el interior el arco triunfal es apuntado. En el exterior destaca la puerta lateral de origen románico, los canecillos, entre los cuales hay diferente iconografía. En el testero del ábside destaca el Agnus Dei, con la cruz de traza complicada.
- Iglesia  de Santa María de Mugares: Iglesia rural (último tercio del siglo XVI) de estilo monumental con una fachada plateresca que presenta dos torres de notable volumetría, formadas por dos cuerpos de base cuadrada que se rematan con cornisa que sobresale, es de planta rectangular y dimensiones considerables. Destaca por su estilo ya que es uno de los pocos ejemplos con formas renacentistas de la provincia. Consta de puerta de arco de medio punto formado por dovelas, frontón triangular imposta de separación de cuerpos. En el interior destacan las pinturas al fresco del manierista Banga con formas miguelangescas. Interesante casa parroquial adosada.
- Capella de Mugares: Como peculiaridades destacan la mayor longitud de la capilla transversal que longitudinalmente, la espadaña con un único arco de medio punto y el cierre de sillería granítica.
- Fuente pública de Mugares: Fuente y lavadero conjunto de servicio doméstico. La bóveda de medio punto formada por dovelas de piedra granítica sirve para cubrir el espacio interior de la mesma.
- Palomar en Mugares: Palomar de planta circular, muros de sillería granítica y cubierta de teja. Bajo la cubierta una corona de piedra bordea el perímetro de la fachada.
- Cabaceiros (grupo de hórreos - Mugares): Grupo de hórreos de reducidas dimensiones. Estructura de madera, cerramientos de madera. Cubierta de teja curva a dos aguas. Asentados bien sobre pies derechos o bien sobre sillares enterizos.
- Iglesia de Santa María de Toén: Iglesia de origen románico, aunque en la actualidad los restos son escasos. La portada es renacentista, donde lo más destacado es la puerta de acceso adintelada y una sola torre en el lateral derecho. Está formada por una nave de planta rectangular, con el presbiterio más elevado y sacristía adosada a este en su parte delantera. Muros de sillería isódoma.
- Capella de San Juan de Fondón: Una nave de planta rectangular. Muros de sillería granítica. Sencilla fachada con dos huecos rectangulares flanqueando la puerta adintelada y una sola espadaña con arco de medio punto. En los alrededores de la capilla es costumbre que los vecinos celebren las festividades en honor de San Juan.
- Iglesia de Nosa Señora dos Anxos en Trelle: Planta rectangular. Muros de sillería. Fachada con puerta adintelada y espadaña de dos cuerpos: el inferior de dos arcos gemelos y el superior de uno solo.
- Casa de Saco (Outeiro-Alongos): La casa en la que nació Juan Antonio Saco y Arce, está situada en el barrio de Outerio. De gran tamaño es de estructura propia de estas casa señoriales, tenía capilla propia, portalón blasonado con un escudo partido con cimera vuelta al diestro, que lleva las armas de los Feijoo y de los Martínez. La casa fue construida en el siglo XVIII por D. Roque Martínez, abad de Santa María de Larouco y su anejo Santa María de Sadur. Muros de sillería de cierre decorados con almenas.
- Casa da Corredoira (Alongos): En la parroquia de Alongos nos encontramos con otra casa de escudos cuartelados con armas de los Enríquez, Puga y Pereira. En el año 1701 eran dueños de esta casa Don Silvestre Novoa Puga además de su esposa D.ª Isabel de Cárdenas.
- Pazo do Olivar: Se encuentra en la parroquia de Puga. La casa de Olivar pertenecía a mediados del siglo XIX a Fernando de Puga (dueño y señor de muchas tierras y casas de la comarca). En él destaca la altura de su cierre formado por sillería de piedra y la puerta de entrada en el pazo. Fue adquirido por el marqués de Sala Partinico, Manuel Thomás de Carranza y de Luque y en la actualidad pertenece su hijo el marqués de Sala Partinico, Antonio Pablo Thomas de Carranza y Franco.
- Hospital Psiquiátrico de Toén: Inaugurado en 1959 en este hospital tuvieron gran protagonismo los profesionales que trabajaron en el mismo agrupados en torno a la figura y la obra de Manuel Cabaleiro Goás. Aquí pasó algunos veranos la popular psicóloga orensana Elena Ochoa iniciándose en el mundo de la psicología aprovechando que Manuel Cabaleiro era amigo de sus padres.[cita requerida]
- Castro de Trelle: Desde él se puede admirar los valles de los ríos Miño y Arnoia, gracias a que alcanza 600 metros de altitud.
- Peto das Ánimas en Puga: Peto de arquitectura arquitrabada situado en la localidad de Puga. Por encima de la cornisa tiene un remate como un arco de medio punto, en el interior una tabla que estuvo pintada aunque ahora su policromía está deteriorada y en la inferior presenta una pieza de lagar.
- Cruceiro de Feá: es un cruceiro labrado en granito compuesto por tres piezas está situado en un cruce de caminos del pueblo.

## Fiestas
- Festa da Pascuilla (Mugares, domingo siguiente al de Pascua de Resurrección.)
- Festa de Santa María (Xestosa, 24 de agosto)
- Festa de San Xoan (Fondón y A Gradeira, 24 de junio): Romería que se suele realizar en torno a la alameda que existe alrededor de la Capela de San Xoan en Fondón.
- Festa de San Pedro (Moreiras, 29 de junio)
- Festa da Nosa señora dos Anxos (Trelle, 2 de agosto)
- Festa de San Roque (Alongos, del 16 al 19 de agosto)
- Festa do San Antón (Toén, del 6 al 7 de septiembre)
- Festa dos Remedios (Feá, del 8 al 9 de septiembre)
- Festa da Virxen do Perpetuo Socorro (A Eirexa de Puga, 12 y 13 de septiembre)